# Gosenica (Kosmač)
Gosenica je novela slovenskega avtorja Cirila Kosmača, ki spada v obdobje socialnega realizma, čas med 2. svetovno vojno. Pesnik jo je napisal v spominu na življenje v ječi, tako da opisuje jetniško življenje. Izšla je v zbirki V gaju življenja in je edina novela v tej zbirki, ki se dogaja v tujini.

## Obnova
Zgodba se dogaja leta 1930 v rimski ječi Regina Coeli. Pripovedovalec Ciril Kosmač je tam zaprt kot politični kaznjenec. Natančno opisuje jetniško celico in delček narave, ki jo vidi skozi zamreženo okno celice. Naravo predstavljata kostanjeva mladika in gosenica na njej. Med njima se je vnel boj: gosenica je liste na drevesu. Pripovedovalec je na strani mladih, zelenih listov in poskuša uničiti gosenico. Ker neprestano sloni ob oknu, opazuje gosenico in njen boj z listi ter se z njo tudi pogovarja, s tem krši kaznilniški red. Obsodijo ga na šest dni temnice. Ko pride nazaj, se nekega dne razbesni vihar. Ciril upa, da bo silovit veter odpihnil gosenico z mladike. Po dolgem bojevanju z vetrom gosenica le pade in mladika je rešena.  
Čez nekaj časa so ujetnika odpustili iz ječe. V zgodbi opisuje, da je po tem dogodku še natančneje opazoval naravo in jo spoštoval (npr. da se je ustavil ob vsakem grmu in si ga natančno ogledal). 

## O noveli
V noveli Gosenica se pojavlja kar nekaj motivov, ki imajo funkcijo simbola - npr. gosenica, ki žre liste, zelena mladika na drevesu, bel konj na zelenem travniku in zadnji list na mladiki. Simbol je znamenje, podoba, stvar, ki kaže na nek višji smisel; poleg svojega osnovnega pomena, ki ga takoj prepoznamo, ima tudi še drugačen, višji pomen. Tako bel konj na zelenem travniku ni samo bel konj na zelenem travniku, ampak je tudi podoba svobode.
Gosenica, kostanjevi listi in nevihta/ vihar so simboli za Italijo (okupatorka), Slovenijo in vojno.
S to novelo je želel prikazati, da se bo Slovenija osvobodila Italije s pomočjo vojne.

## Slog pisanja
V noveli Gosenica, avtorja Cirila Kosmača se pojavlja premi govor in dialog, zasledimo pa tudi tuji jezik ter narečje.

## Jezikovna analiza
- medmeti : pssst, aha,...
- okrasni pridevki : zelena (mladika), strupene (živali), ...
- ponavljanje : osem mesecev, devetnajst,
- primera ali komparacija

## Slovar in razlaga besed

#### Slovar
- prižnica : ograjen prostor v cerkvi, namenjen govorniku, to je navadno duhovnik,
- zlecniti se : stresti se, zdrzniti se,
- slamnjača : s slamo napolnjena blazina za ležanje,
- ječar : nekdo, ki pazi na zapornike in jih oskrbuje,
- mladika : majhno drevesce, ki je pravkar začelo rasti
- šmarnice : cerkvena pobožnost v mesecu maju v čast Mariji.

#### Razlaga besed
- Garibaldi : (1807-1882), italijanski revolucionar in borec za svobodo,
- Gianicolo : (izg. džanikolo) - grič v Rimu, na katerem stoji spomenik Garibaldiju (glej zgoraj).